# Grégory Sertic
Grégory Sertic (* 5. August 1989 in Brétigny-sur-Orge) ist ein französischer ehemaliger Fußballspieler mit kroatischen Wurzeln.

## Karriere

### Verein
Grégory Sertic spielte in der Saison 2008/09 das erste Mal für die Profielf aus Bordeaux. Er kam in dieser Saison zu sechs Einsätzen und erzielte ein Tor. Sertic kam meist in der Schlussphase als Einwechselspieler auf das Feld. Er konnte sich bei Bordeaux zur damaligen Zeit nicht gegen seine Kontrahenten Yoann Gourcuff und Fernando Menegazzo durchsetzen. In dieser Saison feierte Sertic seine ersten Profierfolge, beispielsweise den Titelgewinn der Ligue 1. In der folgenden Saison kam Sertić auf zwölf Einsätze. 2010 wurde er an den Ligakonkurrenten RC Lens verliehen. Nach Ablauf der Leihe konnte er sich als Stammspieler durchsetzen. Am 30. Januar 2017 gab Olympique Marseille über ihre Facebook-Seite die Verpflichtung von Sertić bekannt.

### Nationalmannschaft
Sertic wurde im Mai 2009 erstmals für die französische U-21-Nationalmannschaft berufen und nahm auch an der EM 2009 teil. Insgesamt kam er für die U-21 auf fünf Einsätze. Weitere Nominierungen blieben aus. Im April 2013 nahm er die kroatische Staatsbürgerschaft an und ist somit für die kroatische Nationalmannschaft spielberechtigt.